# Bni Bouzra
Bni Bouzra (àrab بني بوزرة) és una comuna rural de la província de Xauen de la regió de Tànger-Tetuan-Al Hoceima. Segons el cens de 2014 tenia una població total de 16.568 persones.